# Charles-Henry Hirsch
Charles-Henry Hirsch, född 1870, död 1948, var en fransk författare.
Hirsch debuterade som lyriker med Légendes naïves (1894) och ett par så kallade dramatiska poem (1895, 1897) men övergick vid sekelskiftet till prosan och utgav därefter ett tiotal novellsamlingar och bortåt 40 romaner. Han framträdde även som dramatiker. Hirsch var en eklektiker, som med samma talang anslog romantikens och naturalismens strängar.